# Línea 57 de TMB
La línea 57 fue una línea regular de autobús urbano de la ciudad de Barcelona gestionada por la empresa TMB. Hacía su recorrido entre Collblanc y Cornellá de Llobregat, con una frecuencia en hora punta de 10-12 min.

## Horarios
| 57         | Primer servicio A: Cornellá | Primer servicio A: Collblanc | Último servicio A: Cornellá | Último servicio A: Collblanc |
| Laborables | 05:30                       | 05:00                        | 23:00                       | 23:00                        |
| Sábados    | 05:30                       | 05:00                        | 23:00                       | 23:00                        |
| Festivos   | 06:30                       | 06:00                        | 23:00                       | 23:00                        |

## Recorrido
```
Se prolonga junto a la 157B hasta collblanc por petición de los usuarios ya que así quedaba más cerca el metro
```

- De Collblanc a Cornellá por: Ctra. de Collblanc, Laureano Miró, Av. de Cornellá, Ctra. de Esplugas, Rubio i Ors y Pl. Libertad.

- De Cornellá a Collblanc  por: Pl. Libertad, Ctra. de Hospitalet, Av. de los Alpes, Ctra. de Esplugas, Av. de Cornellá, Laureano Miró y Ctra. de Collblanc.

## Otros datos
| Prestación                   | Disponibilidad en la línea |
| ---------------------------- | -------------------------- |
| Adaptada a                   | Sí                         |
| TMB iBus (tiempo de espera ) | Sí                         |
| Pantallas informativas       | Sí                         |
| Línea de tránsito rápido     | No                         |
| Circula en días festivos     | Sí                         |